# Nodozana toulgoeti
Nodozana toulgoeti là một loài bướm đêm thuộc phân họ Arctiinae, họ Erebidae.